# Gustav Warneck
Gustav Adolf Warneck, född 6 mars 1834 i Naumburg an der Saale, död 26 december 1910 i Halle an der Saale, var en tysk teolog.
Warneck, som var filosofie och teologie doktor, blev 1871 missionsinspektor i Barmen, 1874 kyrkoherde i Rothenschirmbach vid Eisleben och 1897 professor i missionsvetenskap i Halle an der Saale. Sedan 1874 utgav han tillsammans med bland andra Theodor Christlieb i Bonn och Reinhold Grundemann i Mörz som medarbetare "Allgemeine Missionszeitschrift", den första missionsvetenskapliga tidskriften, som fick stor betydelse inom hela den protestantiska världen. 
Warnecks mest betydande arbete är Abriss einer Geschichte der protestantischen Missionen von der Reformation bis auf die Gegenwart (1882; tionde upplagan 1913, utgiven av bland andra sonen Johannes Warneck, sjunde upplagan i svensk översättning med ett tillägg om "Sverige och hednamissionen under 19:e seklet" av Adolf Kolmodin, 1903). Till svenska har översatts bland annat Warnecks "Kristiana Kähler, en diakonissa på missionsfältet" (1889). 
Warneck var P.P. Waldenströms och andra missionsvänners kandidat 1909 till erhållande av Nobelpriset i litteratur.

## Övriga skrifter (i urval)
- Evangelische Missionslehre (tre band, 1892–1903)
- Die gegenseitigen Beziehungen zwischen der modernen Mission und Kultur (1879)
- Protestantische Beleuchtung der römischen Angriffe auf die evangelische Heidenmission (två band, 1884–85)
- Die Mission in der Schule (1889; tolfte upplagan 1902; "Missionen och skolan", 1894)
- Die Stellung der evangelischen Mission zur Sklavenfrage (1889)
- Missionsstunden, band I "Die Mission im Lichte der Bibel" (1878 i flera upplagor; "Missionsföredrag, Missionen i Guds ords ljus", 1880–82), band II "Die Mission in Bildern aus ihrer Geschichte" första avdelningen "Afrika und die Südsee" (1884, flera upplagor, "Missionsföredrag öfver Afrika och Oceanien", 1890; andra avdelningen "Asien och Amerika", utarbetad av R. Grundemann (1888)